# Rishivandiyam
Rishivandiyam är en ort i Indien.   Den ligger i distriktet Villupuram och delstaten Tamil Nadu, i den södra delen av landet, 1 900 km söder om huvudstaden New Delhi. Rishivandiyam ligger 115 meter över havet och antalet invånare är 118 665.
Terrängen runt Rishivandiyam är platt, och sluttar österut. Runt Rishivandiyam är det tätbefolkat, med 397 invånare per kvadratkilometer. Rishivandiyam är det största samhället i trakten. Trakten runt Rishivandiyam består till största delen av jordbruksmark.